# Erigone arcticola
Erigone arcticola Chamberlin & Ivie, 1947 è un ragno appartenente alla famiglia Linyphiidae.

## Distribuzione
La specie è stata rinvenuta in Russia e in Alaska

## Tassonomia
Non sono stati esaminati esemplari di questa specie dal 2013
Attualmente, a maggio 2014, non sono note sottospecie